# Maître des cérémonies (Japon)
Pour les articles homonymes, voir Maître des cérémonies.
Maître des cérémonies (治部卿, Jibu-kyō) est une des plus importantes positions au sein de l'Agence impériale du Japon. La fonction de maître de cérémonie impériale est antérieure à l'époque de Heian, et le rôle est tenu sans interruption depuis les temps anciens. Auparavant, le titre et la position étaient conférés au nom de l'empereur. Dans le Japon d'aujourd'hui, le  titre de maître de cérémonie est considéré comme un honneur et une responsabilité conférés par le Premier ministre et le gouvernement de la nation.

## Époque moderne
L'Agence de la Maison Impériale est un organisme gouvernemental considéré comme relevant du Premier ministre. Cette agence, dirigée par le Grand Commissaire, s'occupe des questions d'État concernant la Maison Impériale. L'une des subdivisions internes de l'agence est le « Conseil de la cérémonie », dirigé par le « grand maître des cérémonies ».
Le « grand maître des cérémonies » est chargé d'aider à coordonner les fonctions des différentes cours occupées à la visite des dignitaires étrangers. Il est également responsable des activités telles que les visites d'État de la famille impériale dans les pays étrangers.
Un certain nombre de fonctionnaires ayant des responsabilités spécifiques assistent le grand maître. Ainsi, l'un des deux vice-grands maîtres des cérémonies est responsable des cérémonies qui comportent de la musique. Le département de musique joue à la fois le gagaku, c.à.d l'ancienne musique de cour, et la musique classique occidentale.
L'ordonnancement des cérémonies associées à la chasse aux canards avec filet fait partie des multiples responsabilités du grand maître.

## Période pré-Meiji
La position de maître de cérémonie à la cour impériale désigne l'expert de cérémonie dans le cortège impérial. Le titre apparaît au cours de l'évolution des réorganisations gouvernementales à partir de 701. Ces innovations antérieurs à l'époque de Heian sont connues collectivement sous le nom ritsuryō-sei (律令制).
La hiérarchie de la cour impériale des époques Asuka, Nara et Heian comprend un « maître des cérémonies » (治部省,, Jibu-shō), aussi connu comme le « ministère de l'intérieur » à la tête duquel se trouve un maître de cérémonie ou « administrateur en chef du ministère des cérémonies » (治部卿,, Jibu-kyō).
Les importants fonctionnaires Daijō-kan qui travaillent avec le « maître des cérémonies » au sein d'une structure organisationnelle relativement rigide sont :
- Premier assistant du chef du ministère des cérémonies (治部大輔,, Jibu-taifu?)[4].
- Deuxième assistant du chef du ministère des cérémonies (治部少輔,, Jibu-shō?)[4].
- Troisième assistant du chef du ministère des cérémonies (治部大丞,, Jibu dai-shō?)[4].
- Quatrième assistant du chef du ministère des cérémonies (治部少丞,, Jibu shō-shō?)[4].
- Principal assistant suppléant du chef du ministère des cérémonies (治部大録,, Jibu no dai-sakan?)[4].
- Assistant suppléant au chef du ministère de la cérémonie (治部少録,, Jibu no shō-sakan?)[4].
- Musicien en chef à la cour (雅楽頭,, Uta no kami?)[4].
- Premier assistant musicien à la cour (雅楽助,, Uta no suke?)[4].
- Second assistant musicien à la cour (雅楽允,, Uta no jō?)[5].
- Assistants musiciens suppléants à la cour (雅楽属,, Uta no sakan?) — deux postes[5].
- Interprète en chef / diplomate (玄蕃頭,, Genba no kami?). Ce fonctionnaire est chargé de recevoir les ambassadeurs de la Chine et de la Corée et de leur servir d'interprètes[5].
- Premier interprète en chef adjoint / diplomate (玄蕃介,, Genba no suke?)[5].
- Second interprète en chef adjoint / diplomate (玄蕃允,, Genba no jō?) — deux postes[5].
- Interprète suppléant / diplomate (玄蕃属,, Genba no sakan?) — deux postes[5].
- Inspecteur en chef des tombeaux impériaux (諸陵頭,, Shoryō no kami?) — deux postes[5].
- Premier inspecteur adjoint des tombeaux impériaux (諸陵助,, Shoryō no suke?) — deux postes[5].
- Second inspecteur adjoint des tombeaux impériaux (諸陵允,, Shoryō no jō?) — deux postes[5].
- Inspecteurs suppléants des tombeaux impériaux (諸陵属,, Shoryō no sakan?) — deux postes[5].

## Source de la traduction
- (en) Cet article est partiellement ou en totalité issu de l’article de Wikipédia en anglais intitulé « Master of Ceremonies (Japan) » (voir la liste des auteurs).